# Henri Barbusse
Henri Barbusse wym. /ɑ̃:ʀi baʀbys/ (ur. 17 maja 1873 w Asnières-sur-Seine, zm. 30 sierpnia 1935 w Moskwie) – francuski pisarz, dziennikarz i komunista.
Sławę przyniosła mu powieść Ogień, oparta na jego doświadczeniach z okresu I wojny światowej. W sposób realistyczny ukazuje on w niej swoją nienawiść do militaryzmu. Książka ta zdobyła Nagrodę Goncourtów. W swoich kolejnych utworach prezentuje bardziej rewolucyjny punkt widzenia, a także swoją przychylność dla idei bolszewizmu, rewolucji październikowej a później stalinizmu. W 1923 wstąpił do Francuskiej Partii Komunistycznej. Podróżował po Związku Radzieckim. Był członkiem założonej w 1927 Ligi przeciw Imperializmowi. Został pochowany na paryskim cmentarzu Père-Lachaise.

## Dzieła
- L’Enfer (1908) (wyd. pol. Piekło 1919)
- Le Feu (Journal d’une escouade) (1916) (wyd. pol.Ogień: pamiętnik oddziału w okopach 1919)
- Carnets de Guerre
- Paroles d’un combattant. Articles et discours 1917-1920 (1917)
- Clarté (1919)
- L’Illusion (1919)
- Pleureuses (1920)
- Nous autres (1921)
- Le Couteau entre les dents (1921)
- Les Enchaînements (1925)
- Les Bourreaux (1926)
- Jésus (1927)
- Manifeste aux Intellectuels (1927)
- Faits divers (1928)
- Voici ce que l’on a fait de la Géorgie (1929)
- Élévation (1930)
- Ce qui fut sera (1930)
- Russie (1930)
- Zola (1932)
- Staline. Un monde nouveau vu à travers un homme (1936) (biografia Józefa Stalina)
- Lénine et sa famille (1936)
- Lettres de Henri Barbusse à sa femme 1914 – 1917 (1937)